# Puntius flavifuscus
Puntius flavifuscus es una especie de peces de la familia de los Cyprinidae en el orden de los Cypriniformes.

## Morfología
Los machos pueden llegar alcanzar los 10,5 cm de longitud total.

## Distribución geográfica
Se encuentra en el lago Lanao (Mindanao, Filipinas ).

## Hábitat
Es un pez de agua dulce.